# 10 Aquilae
10 Aquilae (10 Aql / HD 176232 / HR 7167) es una estrella variable en la constelación del Águila, situada muy cerca del límite con Hércules. Tiene magnitud aparente media +5,91 y se encuentra a 243 años luz de distancia del sistema solar.
10 Aquilae está catalogada como una estrella blanco-amarilla de tipo espectral F0spe, A3p o A4p con una temperatura efectiva entre 7650 y 7735 K. Tiene una luminosidad 17,1 veces mayor que la luminosidad solar y un radio 2,35 veces más grande que el radio solar. Su período de rotación es igual o mayor a un mes. Con una masa de 1,95 masas solares, su edad se estima en 850 millones de años.
10 Aquilae es una estrella Ap de oscilaciones rápidas (roAp), una de las más brillantes dentro de este grupo. Muestra una de las amplitudes de pulsación fotométricas más bajas y se caracteriza por su extraño comportamiento pulsacional en comparación a otras estrellas roAp. Clasificada como variable Alfa2 Canum Venaticorum, su período no se sabe con certeza, pudiendo ser de años. Recibe la denominación de variable V1286 Aquilae.